# Hey Stoopid
Hey Stoopid – dziewiętnasty album studyjny amerykańskiego muzyka rockowego Alice Coopera. Na płycie, wydanej w lipcu 1991 roku, usłyszeć można wielu znanych muzyków, m.in. Ozzy’ego Osbourne’a, Slasha, Joe Satrianiego, Steve’a Vaia, Vinnie Moore’a. 

Utwór „Feed My Frankenstein” został wykorzystany w filmie Świat Wayne’a, zaś „Wind-up toy” jest nawiązaniem do utworu „Steven” z płyty Welcome to My Nightmare.

## Lista utworów
1. „Hey Stoopid” (Cooper/Ponti/Pepe/Pfeifer) – 4:34
2. „Love's a Loaded Gun” (Cooper/Ponti/Pepe) – 4:11
3. „Snakebite” (Cooper/Ponti/Pepe/Pfeifer/Bulen/Keeling) – 4:33
4. „Burning Our Bed” (Cooper/Pitrelli/Pfeifer/West) – 4:34
5. „Dangerous Tonight” (Cooper/Child) – 4:41
6. „Might as Well Be on Mars” (Cooper/Wagner/Child) – 7:09
7. „Feed My Frankenstein” (Mindwarp/Cooper/Coler/Richardson) – 4:44
8. „Hurricane Years” (Cooper/Ponti/Pepe/Pfeifer) – 3:58
9. „Little by Little” (Cooper/Ponti/Pepe/Pfeifer) – 4:35
10. „Die for You” (Cooper/Sixx/Mars/Vallance) – 4:16
11. „Dirty Dreams” (Cooper/Vallance/Pfeifer) – 3:29
12. „Wind-Up Toy” (Cooper/Ponti/Pepe/Pfeifer) – 5:27